# Bryce Rohde
Bryce Benno Rohde (* 12. September 1923 in Hobart, Tasmanien; † 26. Januar 2016) war ein australischer Jazzpianist und -komponist, der zunächst als Leiter des Australian Jazz Quartet bekannt wurde.

## Leben und Wirken
Rohde begann seine Karriere in Adelaide; 1953 zog er mit Jack Brokensha nach Kanada. Er war Mitte der 1950er-Jahre Mitbegründer des Australian Jazz Quartet/Quintet (AJQ), dem außerdem Jack Brokensha, Errol Buddle und Dick Healey und teilweise John Fawcett angehörten. Ein erstes Album nahm die Band 1955 in New York für Bethlehem Records auf. In dieser Zeit wirkte er ferner an der Plattenaufnahme von George Gershwins Oper Porgy and Bess (Behlehem) mit. Nach seiner Rückkehr nach Australien arbeitete er u. a. als Begleitmusiker der Sängerinnen Ken Chard und Jan Carter.
Rohde, der zunächst von Pianisten wie Art Tatum und Nat King Cole beeinflusst war, begann sich in den 1950er-Jahren mit George Russells „lydischem Konzept“ zu beschäftigen, was seine weitere Arbeit als Pianist und Komponist prägte. Ab 1960 leitete er ein eigenes Quartett (In Concert, 1960), mit dem er eine Reihe von Alben vor allem für die australische Dependance von Columbia Records einspielte; zwischen 1961 und 1965 gehörten Saxophonist Charlie Munro und Bassist Bruce Cale zu seinem Quartett, mit dem LPs wie Corners, More Spring und Just Bryce entstanden. Daneben begleitete er mit einem anders besetzten Quartett 1964 den Sänger Big Miller.
Ab 1965 lebte Rohde meist in San Francisco; in den folgenden Jahrzehnten arbeitete er in seiner Heimat und in den USA u. a. mit Les Thompson, Larry Blackshere, Bruce Cale und Jenny Ferris. 1994 kam es zu einer kurzzeitigen Wiedervereinigung des Australian Jazz Quintet. Letzte Aufnahmen mit Eigenkompositionen entstanden 2001 in San Francisco (Turn Right at New South Wales, mit Bruce Cale und Lee Charlton). Im Bereich des Jazz war er zwischen 1955 und 2001 an 33 Aufnahmesessions beteiligt.
In seinen späten Aufnahmen nahm Rohde Bezug auf die Musik von Frederick Delius. Der Pianist legte außerdem das Buch „Turn Right at New South Wales“ vor, in dem er seine Jazzkompositionen mit eigener Schwarzweißfotografie kombinierte.